# Hugo Hartmann
Hugo Hartmann (ur. 12 marca 1862 roku w Pierzchowicach (niem. Portschweiten), zmarł 19 czerwca 1907 w Malborku), organista, nauczyciel muzyki i kompozytor utworu Westpreußenlied - uznanego za hymn Prus Zachodnich.
Hugo Hartmann był synem Johanna Christiana Christopha Hartmanna i Juliany Julie Kobielski. Urodził się w 1862 roku w Portschweiten, 14 marca 1862 roku został ochrzczony w kościele parafialnym w Postolinie (niem. Pestlin). Mieszkał w Malborku wraz z żoną Marią Barbarą (z domu Panske), synem Brunonem oraz córkami Lucią oraz Klarą (zmarłą w 1900 roku). Pracował jako organista i nauczyciel muzyki w Rzeczenicy a następnie w Malborku. Po jego śmierci rodzina przeprowadziła się do Gdańska. 
W roku 1902 ułożył muzykę do tekstu Paula Felskiego Westpreußenlied.
Dla zasług ustawiono ok. 1920 r. w Miejskim Parku w Malborku kamień pamiątkowy (obecnie nie istnieje).